# Fern Rivard
Fern Joseph Rivard (Kanada, Québec, Grand-Mère, 1946. január 18. – 1993. július 31.) profi jégkorongozó-kapus, aki a Minnesota North Starsban játszott négy szezont. Ezalatt 55 mérkőzésen lépett jégre, és ebből 9-et nyert meg. Pályafutása nagy többségét az AHL-ben töltötte. 1966 és 1975 között volt profi.

## Elismerései
- QJHL First All-Star Team: 1963, 1964